# Promecognathinae
Promecognathinae (лат.) — подсемейство жуков из семейства жужелиц. Северная Америка, Южная Африка, Европа. Эмподиум (лат. empodium) между коготками лапок отсутствует. Биология малоизучена, известно, что Promecognathus обитают под камнями и в подстилочном слое в смешанных лесах, а Promecognathus laevissimus поедают многоножек Xystocheir francisca.

## Систематика
6 современных родов и 1 вымерший.
- Dalyatini Mateu, 2002
  - Dalyat Mateu, 2002 — Европа (Испания)[4][3]
- Promecognathini LeConte, 1853
  - Axinidium Sturm, 1843 — Южная Африка
  - Holaxinidium Basilewsky, 1963 — Южная Африка
  - Metaxinidium Basilewsky, 1963 — Южная Африка
  - Paraxinidium Basilewsky, 1963 — Южная Африка
  - Promecognathus Chaudoir, 1846 — США
- †Palaeoaxinidiini
  - †Palaeoaxinidium — Ботсвана